# Ameryka Centralna
Ameryka Centralna
| Powierzchnia        | 521 499 km²                                                |
| Liczba ludności     | 43 308 705 (2013)                                          |
| Gęstość zaludnienia | 83,0 os./km²                                               |
| Strefy czasowe      | UTC-6, -5                                                  |
| Największe miasta   | Gwatemala San Salvador San José Managua Tegucigalpa Panama |

Ameryka Centralna (hiszp. Centroamérica lub América Central) – centralny region geograficzny Ameryki, położony między Morzem Karaibskim na wschodzie a Oceanem Spokojnym na zachodzie. Definiowany jest jako południowa część Ameryki Północnej, na południowym wschodzie łącząca się z Ameryką Południową.

## Położenie geograficzne

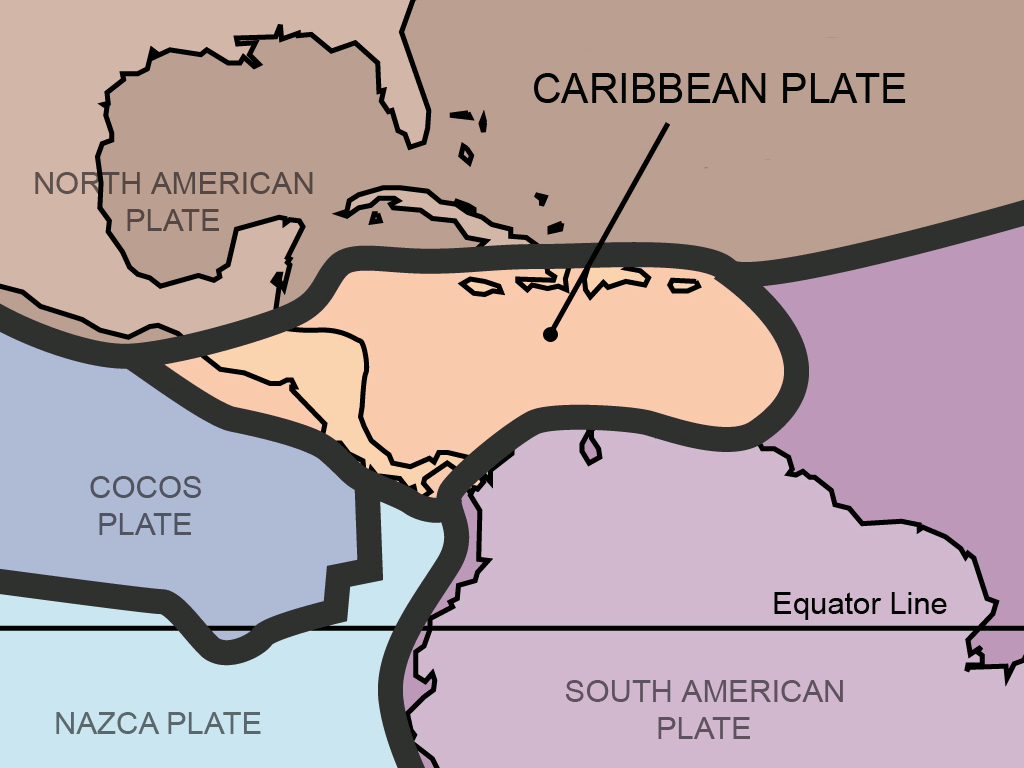
Ameryka Centralna i karaibska płyta tektoniczna

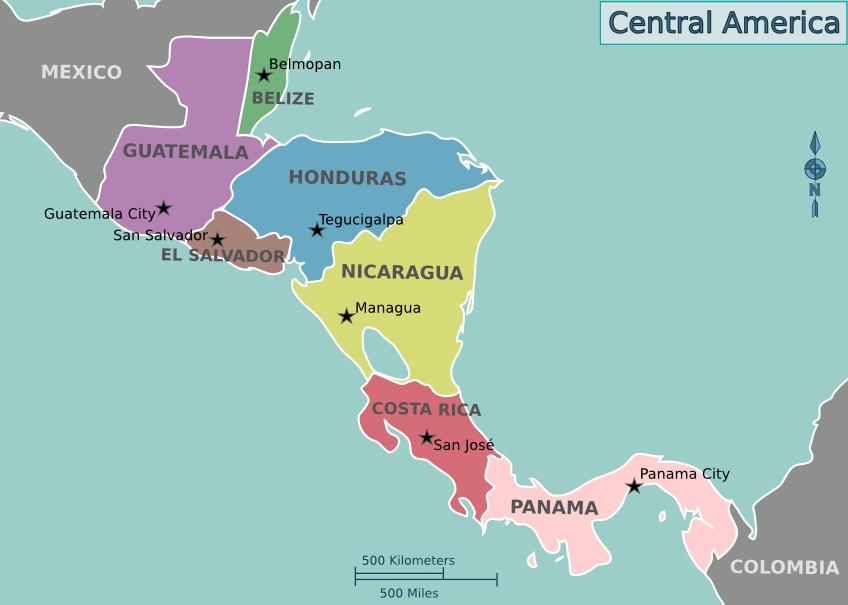
Podział polityczny Ameryki Centralnej

W ujęciu fizycznogeograficznym Ameryka Centralna to obszar na południu Ameryki Północnej ciągnący się od przesmyku Tehuantepec w Meksyku na północnym zachodzie do Przesmyku Panamskiego na południowym wschodzie, gdzie łączy się z nizinami pacyficznymi w północno-zachodniej Ameryce Południowej. Południowo-zachodni jej brzeg oblewa Ocean Spokojny, północno-wschodni – Morze Karaibskie, a północny – Zatoka Meksykańska. Tak zdefiniowany obszar zajmowany jest przez osiem państw – Meksyk (wschodnia część kraju), Gwatemalę, Belize, Salwador, Honduras, Nikaraguę, Kostarykę i Panamę (zachodnia część kraju).
Większa część Ameryki Centralnej znajduje się na karaibskiej płycie tektonicznej. Region ten jest geologicznie aktywny, co pewien czas występują na nim erupcje wulkanów i trzęsienia ziemi. Urodzajne gleby powstałe z lawy umożliwiły przetrwanie populacji skupionych na wyżynach. Managua, stolica Nikaragui, została zniszczona przez trzęsienia ziemi w 1931 i 1972, a w 2001 roku dwa trzęsienia ziemi zniszczyły Salwador.

## Położenie geopolityczne
W kontekście społeczno-geograficznym termin ten odnosi się do siedmiu państw od Gwatemali i Belize na północnym zachodzie po Panamę na południowym wschodzie.
| Nazwa państwa | Powierzchnia (km²) | Liczba ludności (dane szacunkowe 2013) | Gęstość zaludnienia (os./km²) | Stolica      |
| ------------- | ------------------ | -------------------------------------- | ----------------------------- | ------------ |
| Belize        | 22 966             | 334 297                                | 14,6                          | Belmopan     |
| Kostaryka     | 51 100             | 4 695 942                              | 91,9                          | San José     |
| Salwador      | 21 041             | 6 108 590                              | 290,3                         | San Salvador |
| Gwatemala     | 108 889            | 14 373 472                             | 132,0                         | Gwatemala    |
| Honduras      | 112 090            | 8 448 465                              | 75,4                          | Tegucigalpa  |
| Nikaragua     | 130 370            | 5 788 531                              | 44,4                          | Managua      |
| Panama        | 75 420             | 3 559 408                              | 47,2                          | Panama       |
| Łącznie       | 521 876            | 43 308 705                             | 83,0                          |              |